# Maulbeerblättrige Brennnessel
Die Maulbeerblättrige Brennnessel (Urtica morifolia) ist eine Pflanzenart aus der Gattung der Brennnesseln (Urtica). Sie ist auf den Kanaren und Madeira heimisch und wird mit dem spanischen Trivialnamen Ortigón bezeichnet.

## Beschreibung
Die Maulbeerblättrige Brennnessel wächst als Halbstrauch und erreicht Wuchshöhen von 40 bis 100 cm. Die Sprossachse verholzt im unteren Bereich und ist wie bei vielen anderen Brennnesselarten mit Brenn- sowie Borstenhaaren besetzt. Die gegenständig angeordneten, lang gestielten Laubblätter sind 5 bis 10 cm lang und 3 bis 7 cm breit, eiförmig bis eiförmig-lanzettlich und am Grund herzförmig bis leicht herzförmig. Der Blattrand ist grob gezähnt bis gekerbt mit manchmal unregelmäßig großen Zähnen. Je Knoten sind jeweils zwei an der Spitze zweispaltige, 4 bis 6 mm lange Nebenblätter vorhanden.
Die kleinen unscheinbaren eingeschlechtigen Rispen stehen auf einem relativ langen Blütenstandsstiel. Die weiblichen Blütenstände sind stets kürzer als die Blätter und stehen meist im unteren Bereich des Stängels. Im Gegensatz dazu sind die männlichen Blütenstände so lang wie die Blätter oder länger und stehen im oberen Bereich. Die männlichen Blüten sitzen ausschließlich auf der Oberseite der aufgeblasenen Blütenstandsachse.
Die Blütezeit reicht von April bis Juli.

## Ökologie
Die Maulbeerblättrige Brennnessel ist als Raupennahrungspflanze für folgende polyphagen Schmetterlinge bekannt:
- Euplexia euplexina ist ein Endemit der westlichen Kanarischen Inseln (La Gomera, La Palma, Teneriffa).[6]
- Der Kanaren-Admiral (Vanessa vulcania) kommt auf den Kanarischen Inseln und Madeira vor[7] und spinnt die Blätter ähnlich wie beim Admiral in Form einer Tüte zusammen.[8]
- Mniotype schumacheri (Noctuidae) ist ebenfalls ein Endemit der Kanarischen Inseln.[9]

## Vorkommen
Die Maulbeerblättrige Brennnessel ist auf den westlichen Kanarischen Inseln El Hierro, La Gomera, La Palma, Teneriffa und Gran Canaria und auf Madeira, wo sie nur auf der Hauptinsel vorkommt, heimisch. Die wenigen Vorkommen auf den Azoreninseln Sao Miguel und Terceira werden als eingeschleppt betrachtet.
Diese schattenliebende Brennnessel kommt vor allem auf den Nordseiten der Inseln in der Lorbeerwaldstufe vor. Sie besiedelt schwerpunktmäßig Brombeerhecken sowie das Unterholz von Lorbeerwäldern und deren Ersatzgebüschen (Fayal-Brezal) und Schluchten in Höhenlagen zwischen 500 und 1400 Metern. Die Maulbeerblättrige Brennnessel wächst auf feuchten, stickstoffreichen und warmen Böden.
Im pflanzensoziologischen System wird die Urtica morifolia als Charakterart des Verbandes Rubio periclymeni-Rubion ulmifolii betrachtet, der die Kanarischen Brombeerhecken umfasst.
Die Maulbeerblättrige Brennnessel gilt auf den Kanarischen Inseln als ungefährdet.

## Verwendung als Heilpflanze
In der kanarischen Volksmedizin wurde die Maulbeerblättrige Brennnessel bei Tuberkulose und  Lungenentzündung angewandt. Sie wirkt schleimlösend und wird deshalb bei Husten, Bronchitis, Asthma oder anderen Erkrankungen der Atemwege verwendet. Verwendet werden die Blätter und Sprossspitzen. Die Haupt-Wirkstoffe sind Schleime, Tannine, Amine (Histamin und Acetylcholin) sowie Mineralsalze. Des Weiteren wird die Pflanze auch gegen Nierensteine und Arthrose sowie als Tonikum für die Kopfhaut eingesetzt, da sie eine harntreibende und reinigende Wirkung hat. Die Maulbeerblättrige Brennnessel wird als Aufguss oder Presssaft verabreicht.